# آبرالية متعددة العقوف
آبرالية متعددة العقوف (باللاتينية: Abralia multihamata) هي نوع من الإنوبلوتوثتيات رأسيات القدم، تستوطن شمال غرب المحيط الهادئ، تحديداً في بحر الصين الشرقي، بحر اليابان، و خليج ساغامي.